# Ole Kerk
Die Ole Kerk (Alte Kirche) ist eine evangelisch-lutherische Kirche in Bispingen.

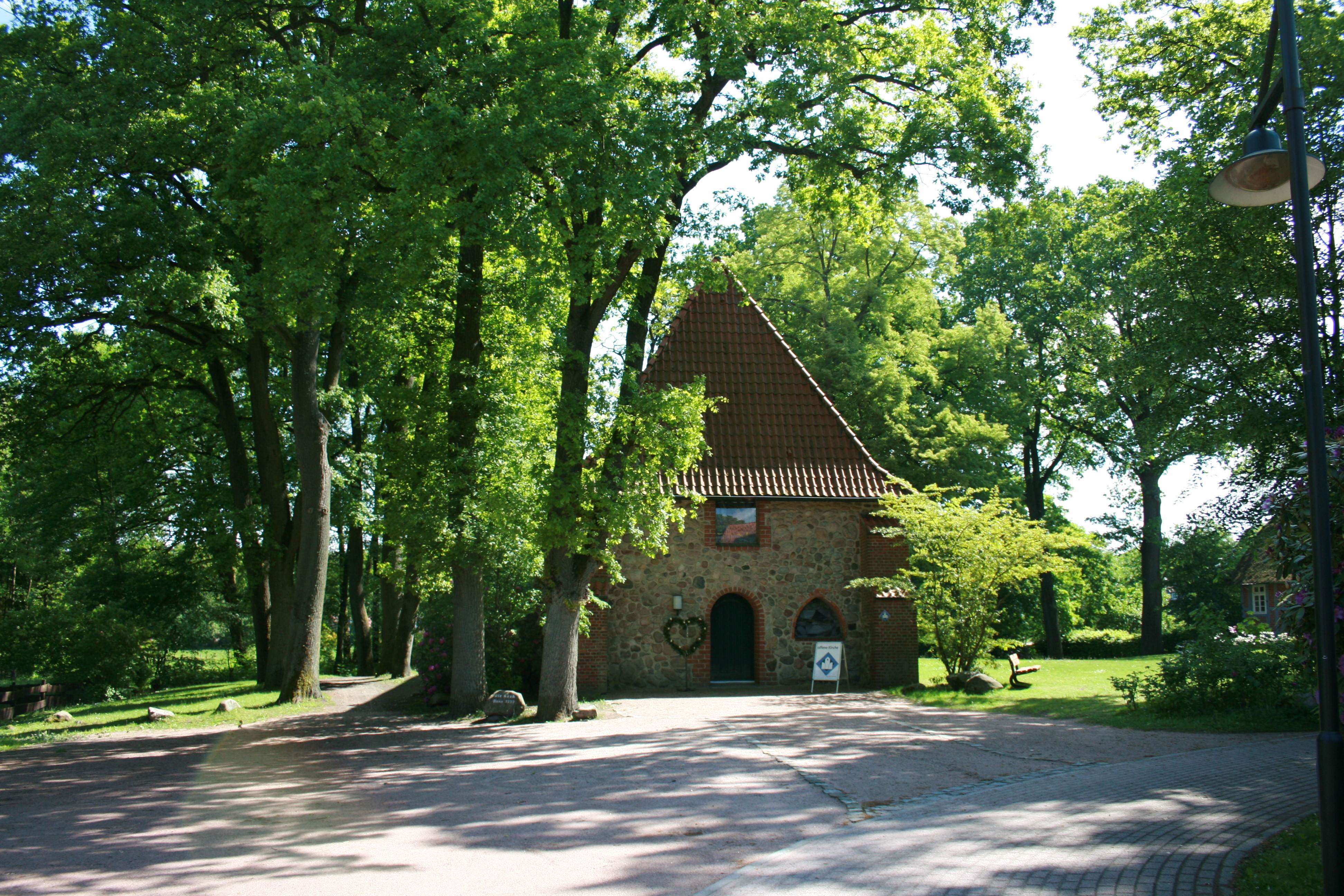
Die Ole Kerk

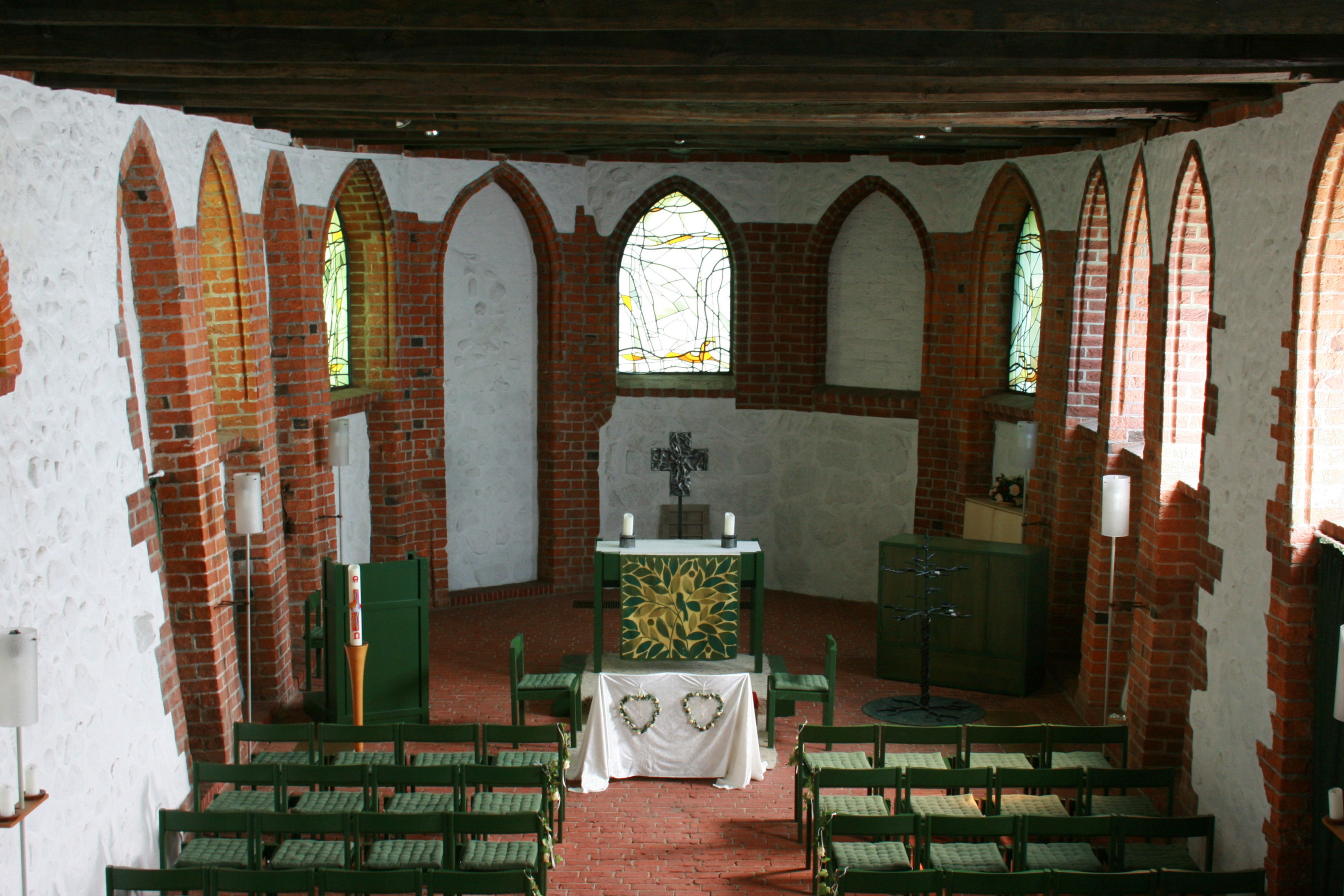
In der Kirche

## Geschichte
Der älteste Nachweis für den Bau der Kirche findet sich in einem auf den 27. Juni 1353 datierten Ablassbrief des Bischofs Daniel von Verden, der den am Bau der Kirche zu Bispingen beteiligten Handwerkern und Arbeitern einen Ablass von vierzig Tagen gewährte. 1406 wurde das Taufbecken der Kirche geschaffen, das sich heute in der St.-Antonius-Kirche – der sogenannten Neuen (Bispinger) Kirche – befindet. Für das Jahr 1587 ist durch eine Balkeninschrift eine Erweiterung des Kirchenbaus belegt. Eine erneute Erweiterung erfolgte 1647 kurz vor Ende des Dreißigjährigen Krieges. 1648 wurde die Barockkanzel fertiggestellt, die sich heute ebenfalls in der neuen Kirche befindet.
Nach der Einweihung der neuen Bispinger Kirche (St. Antoniuskirche, 1908) diente der Bau als Gemeindehaus. Ab 1965 war er zunächst ungenutzt und sollte abgerissen werden. Vorschläge zur Umnutzung als Bibliothek wurden nicht realisiert. Nachdem 1967 bis 1973 bereits das alte Pfarrhaus instand gesetzt worden war, erfolgte 1972/73 doch noch eine grundlegende Renovierung der Alten Kirche. Die Kosten von über 285.000 DM trugen neben der Kirchengemeinde der Kirchenkreis Soltau, der Landkreis Soltau, die Gemeinde Bispingen, die Klosterkammer Hannover und das Landeskirchenamt Hannover. Neue Bleiglasfenster wurden durch den Kunstmaler Siegfried Steege (Schwarmstedt) geschaffen. Nach seinen Entwürfen entstanden auch Altarkreuz, Kerzenleuchter und Antependien. Das derzeitige Antependium mit dem singenden Vogel ist ein Geschenk der Partnergemeinde Dresden-Hosterwitz aus der ehemaligen DDR.  Am 22. Dezember 1973 wurde die renovierte Kirche eingeweiht. Seither wird die Ole Kerk wieder als Kapelle genutzt, u. a. für Taufen, Trauungen und Konzerte.